# Claus-Helmuth von Wissmann
Claus-Helmuth Clemens Hermann von Wissmann (* 22. November 1923 in Blankenhagen, Kreis Regenwalde; † 10. Oktober 2015 in Köln) war ein deutscher Manager.

## Leben
Claus-Helmuth stammt aus dem hinterpommerschen Gutsgeschlecht Wissmann, das 1890 nobilitiert wurde. Nach einer landwirtschaftlichen Lehre studierte er an der Georg-August-Universität Göttingen Volkswirtschaftslehre. Vom Wintersemester 1951/52 bis zum 19. November 1953 war er im Corps Saxonia Göttingen aktiv. Als Inaktiver wechselte er an die Rheinische Friedrich-Wilhelms-Universität Bonn. 1956 promovierte sie ihn zum Dr. rer. pol. Zunächst war er bei einer Wirtschaftsprüfungsgesellschaft und im Vorstand einer Aktiengesellschaft im Nahflugverkehr tätig. Seit 1961 lebte er in Köln. Nachdem er Direktor einer Privatbank gewesen war, wurde er 1971 Gesellschaftergeschäftsführer eines Natursteinunternehmens. Er war langjähriger Vorstand und Geschäftsführer der Diwag Chemische Fabriken AG mit Sitz in Berlin und Hann. Münden.

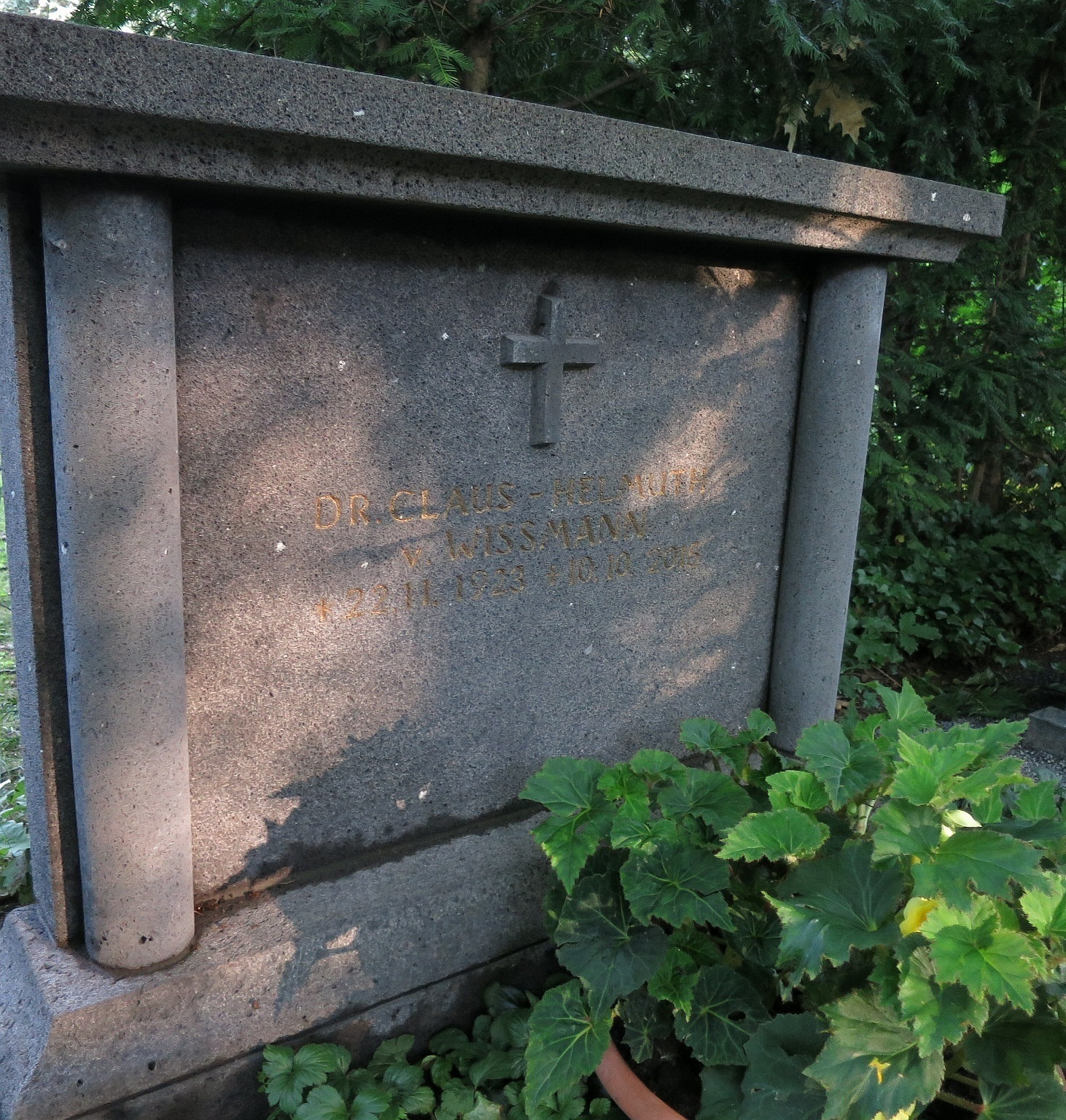
Grab auf Friedhof Melaten

Wissmann engagierte sich in der Johanniter-Unfall-Hilfe. Als Rechtsritter des Johanniterordens war er Werkmeister (1982–1989) und Ordenskanzler (1989–2000) und anschließend Ehrenkommendator, Mitgliedschaft in der Genossenschaft Pommern.
Verheiratet war er seit 1956 mit Dagmar geb. Michels.
Seine Grabstätte befindet sich auf dem Kölner Friedhof Melaten (Flur 72).

## Ehrungen
- Ehrenkommendator des Johanniterordens
- Bundesverdienstkreuz am Bande (21. Mai 1999)[7]

## Werke
- mit Egon Frhr. v. Knobelsdorff: Der Johanniterorden und seine Werke – eine Information, zusammengestellt aus den Satzungen und der Ordensregel, aus den Kapitelbeschlüssen und aus zahlreichen Veröffentlichungen sowie anderen Quellen. 2002.